# Сьюзі Фолкнер
Сьюзі Фолкнер (англ. Suzie Faulkner, 16 березня 1979) — австралійська хокеїстка на траві.
Учасниця Олімпійських Ігор 2004 року.
Переможниця Ігор Співдружності 2006 року.
Срібна призерка Чемпіонату світу 2006 року.